# 나이토 기요카즈
나이토 기요카즈(일본어: 内藤清枚, 1645년 9월 25일 ~ 1714년 5월 29일)는 에도 시대 초기부터 중기까지의 하타모토, 다이묘이다. 가와치 돈다바야시 번 제2대 번주, 시나노 다카토 번 초대 번주를 지냈다. 다카토 번 나이토가 제6대 당주(제7대 당주라는 설도 있다).
하타모토(도코나메) 미즈노 모리마사의 차남으로 태어났다. 원복 후에는 미즈노 모리오키(水野守興)로 불렸으며 돈다바야시 번 선대 번주이자 외숙 나이토 시게요리가 후사가 없어 그의 양자로 입적하여 나이토 기요나가(内藤清長)로 이름을 바꾸었으며 다카토 번주가 되고 10여년 뒤에 기요카즈로 이름을 바꾸었다.
| 전임 나이토 시게요리 | 제2대 돈다바야시 번 번주 (나이토가) 1690년 ~ 1691년 | 후임 폐번 |

| 전임 폐번(도리이 다다노리) | 제1대 다카토 번 번주 (나이토가) 1691년 ~ 1714년 | 후임 나이토 요리노리 |